# Chancha Vía Circuito
Chancha Vía Circuito, nombre real Pedro Canale, es un músico, productor, compositor y DJ argentino que fusiona el folclore, la cumbia colombiana y la música electrónica. Explora el género de folklore digital en su forma más minimalista, uniendo ritmos de afrodance, downtempo, dub, house tribal, IDM y murga. Sus canciones suelen incluir cantos e instrumentos folclóricos sudamericanos, como el charango, la quena o los sikus, fusionados con música electrónica.

## Bio y carrera
Pedro Canale nació en La Plata, y creció en José Mármol, ciudad en la zona sur del Gran Buenos Aires, Argentina. A los 11 años formó una banda con sus compañeros de escuela.
Su carrera como productor se inició en 2001 con el proyecto musical Universildo. Y en el 2005 cambia de pseudónimo a Chancha Vía Circuito. También es autor del proyecto Azulina, iniciado en 2020.
En 2011 participó en el Mutek Montréal, Canadá, y en el festival de Roskilde, en Dinamarca. En 2013 una remezcla hecha por Canale de la pista Quimey Neuquén, originalmente de José Larralde (1967), formó parte de la exitosa serie estadounidense Breaking Bad, concretamente en la 5ª temporada (la temporada final), lo que le abrió muchas fronteras al proyecto Chancha Vía Circuito. Chancha incluyó esta canción en su disco Río Arriba, publicado ese mismo año. En 2014 participó el festival Vive Latino, organizado en Ciudad de México. Ese mismo año fue DJ invitado a una sesión Boiler Room organizada en Buenos Aires, y fue nombrado como uno de los diez artistas emergentes latinoamericanos según la revista Billboard. En 2015 Chancha Vía Circuito formó parte del line-up del festival Lollapalooza organizado en Buenos Aires. En 2019 pinchó en la Sala Razzmatazz de Barcelona, España.
Su música varía entre sonidos bailables (como su primer disco, Rodante) y otros más contemplativos y ambientales (como su proyecto Universildo o Azulina). Con un fuerte carácter folclórico sudamericano, Chancha Vía Circuito abandera el género del folklore digital, cumbia digital o electrónica orgánica.

## Discografía

### Álbumes
- Rodante (2008)
- Río Arriba (2010)
- Amansara (2014)
- Amansará remixed (2015)
- Bienaventuranza (2018)
- Pino Europeo, junto a Chango Spasiuk (2018)
- La Estrella (2022)
- Remixes (2025)

### Sencillos y EPs
- Bersa Discos (2008)
- Rodante instrumentales (2008)
- Semillas EP (2012)
- Coplita  (2014)
- Como Noide  (2019)
- Bienaventuranza remixes (2019)
- Pleamar , junto a El Búho (DJ) (2020)
- Ceremonia, junto a Luvi Torres  (2021)

### DJ mixes
- Río Arriba Mixtape (2010)
- Mixtape Cumbiero - European Tour 2013 (2013)